# Ионное полупроводниковое секвенирование
Ионное полупроводниковое секвенирование (англ. Ion Semiconductor Sequencing) является методом определения последовательности ДНК, основанным на обнаружении ионов водорода, которые выделяются во время полимеризации ДНК. Это метод «секвенирования при синтезе», в ходе которого комплементарная цепь строится на основе последовательности матричной цепи.

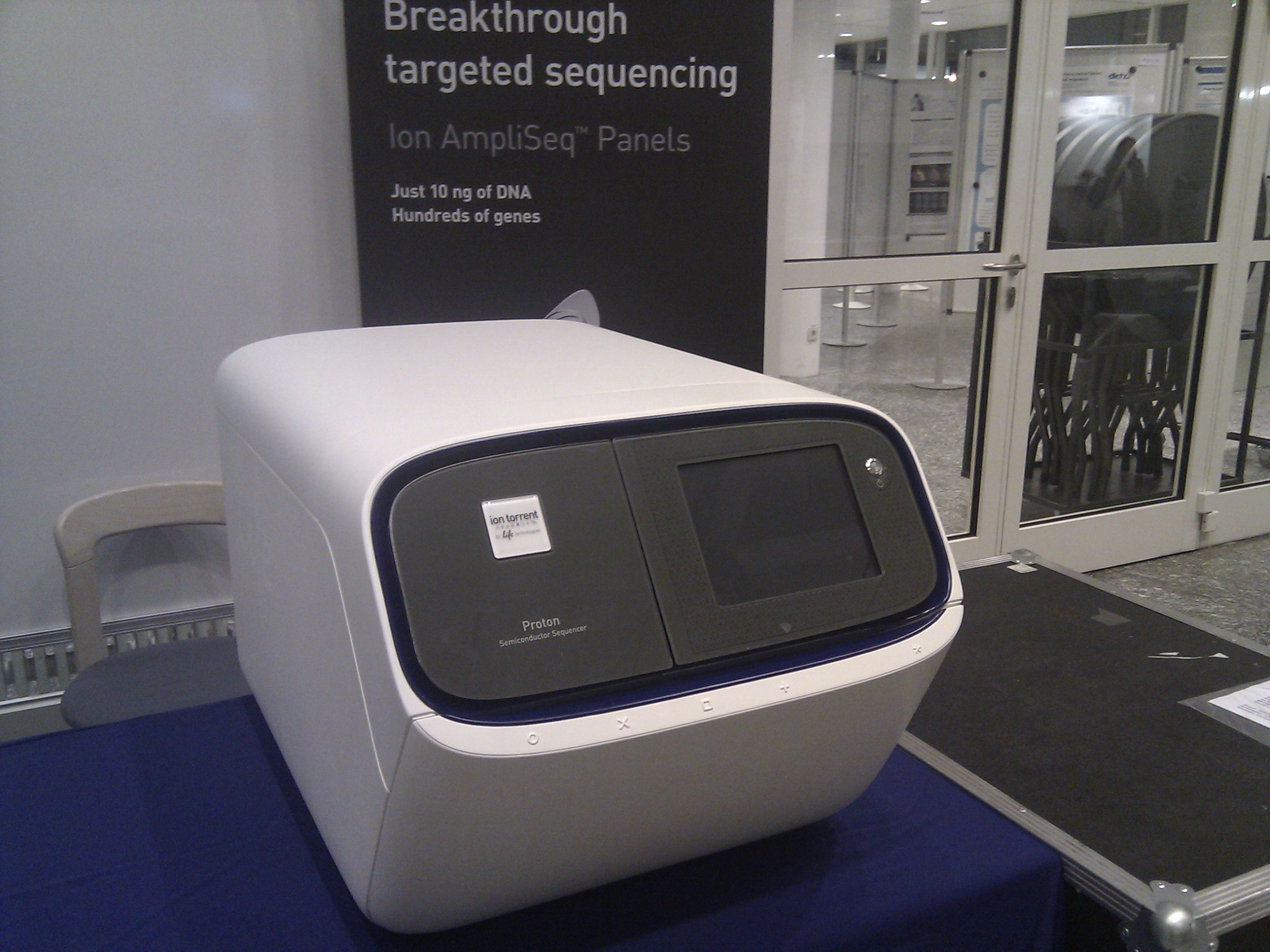
Модель Ion Proton

Микролунки, содержащие предназначенную для секвенирования молекулу матричной ДНК, наполняют дезоксирибонуклеотидтрифосфатом (dNTP) одного вида. Если введенный dNTP является комплементарным к ведущему нуклеотиду шаблона, он включается в растущую комплементарную цепь. Это вызывает высвобождение ионов водорода, который вызывает срабатывание ионного датчика ISFET, который указывает, что реакция произошла. Если в последовательности матричной цепи присутствует повтор одного нуклеотида, несколько молекул dNTP будут присоединены в одном цикле. Это приводит к увеличению количества образовавшихся ионов водорода и пропорционально более высокому электрическому сигналу.
Эта технология отличается от других технологий секвенирования тем, что не использует модифицированные нуклеотиды и оптические датчики. Ion semiconductor sequencing может также упоминаться как Ion torrent sequencing, рН-опосредованное секвенирование, или полупроводниковое секвенирование. Разработанная Ion Torrent Systems, Inc технология была лицензирована из DNA Electronics Ltd, и выпущена в феврале 2010 года. Ion Torrent позиционировали свои системы как быстрые, компактные и экономичные секвенаторы, подходящие многим лабораториям как профессиональные системы. Roche’s 454 Life Sciences сотрудничает с DNA Electronics в разработке компактной, читающей длинные последовательности ДНК платформы с использованием этой технологии.

## Технология

Включение дезоксирибонуклеотида трифосфата в растущую цепь ДНК приводит к высвобождению иона водорода и пирофосфата.

Количество высвобожденных ионов водорода показывает сколько нуклеотдов было включено в цепь.

Высвобожденные ионы водорода детектируются сенсорами прибора. Множественные включения приводят к росту количества высвобожденных ионов и соответствующему росту интенсивности сигнала.

### Химические основы
Включение дезоксирибонуклеотид трифосфата (dNTP) в растущую цепь ДНК происходит с образованием ковалентной связи и высвобождением пирофосфата и положительно заряженного иона водорода. dNTP будет включен, только если он комплементарен ведущему непарному нуклеотиду матричной цепи. Ионное полупроводниковое секвенирование основано на том факте, что при замене одного вида dNTP на другой высвобождается ион водорода.
В каждую микролунку на полупроводниковом чипе, содержащую одну подлежащую секвенированию одноцепочечную молекулу ДНК-матрицы и ДНК-полимеразу, последовательно заливаются немодифицированные A, C, G или Т dNTP. Если введённый dNTP комплементарен следующим непарным нуклеотидом на матричной цепи, он включается в растущую комплементарную цепь с помощью ДНК-полимеразы. Если введенный dNTP не комплементарен, реакции полимеризации не происходит. Ион водорода, который выделяется в реакции, изменяет рН раствора, которое обнаруживается ISFET. Не прореагировавшие молекулы dNTP вымываются перед следующим циклом, когда будут введены другие виды dNTP.

### Обнаружение сигнала
Под ион-чувствительным слоем микролунок расположены ISFET датчики. Все слои помещены на CMOS-чип, аналогичный широко используемым в электронной промышленности.
Каждый чип содержит массив микролунок с соответствующими ISFET датчиками. Каждый выделившийся ион водорода вызывает срабатывание ISFET датчика. Серия электрических импульсов, передаваемых от чипа к компьютеру, переводится в последовательность ДНК без промежуточного преобразования сигнала, поскольку электроника регистрирует непосредственно события включений нуклеотидов в цепочку, без использования меченых нуклеотидов и оптических измерений. Обработка сигналов и сборка последовательности ДНК может быть выполнена программно.

### Характеристики секвенирования
Точность ионного полупроводникового секвенирования по состоянию на февраль 2011 года составила 99,6 % при 50-нуклеотидной длине фрагмента (рида), 100 Мб на один проход. По состоянию на февраль 2011 года длина секвенируемых фрагментов составила 100 пар оснований. Точность чтения повторов длиной 5 нуклеотидов составила 98 %. Эти данные ещё не были независимо проверены вне компании.

## Сильные стороны
Основные преимущества ионного полупроводникового секвенирования — высокая скорость секвенирования при низких начальных вложениях и эксплуатационных расходах. Это стало возможным благодаря отсутствию модифицированных нуклеотидов и оптических измерений.
Поскольку система записывает события присоединений нуклеотидов, осуществляемых при помощи природной полимеразы, секвенирование может происходить в режиме реального времени. На самом деле, скорость секвенирования ограничена скоростью смены нуклеотидного субстрата. Ion Torrent Systems, разработчик технологии, утверждает, что измерение (фиксация) каждого присоединения нуклеотида занимает 4 секунды, и каждый прогон длится около часа, в течение которого секвенируется последовательность из 100—200 нуклеотидов. Прогресс в области полупроводниковых чипов (предсказанный законом Мура), позволяет ожидать, что количество операций чтения на чип (и, следовательно, на прогон) должно возрасти.
Расходы на приобретение рН-опосредованного секвенатора от Ion Torrent Systems, Inc на момент запуска были около 50 000 USD, не включая оборудования для подготовки образцов и сервера для анализа данных. Стоимость за один цикл также значительно ниже, чем у альтернативных методов автоматизированного секвенирования и составляет на уровне примерно $ 1000.

## Ограничения
Если гомополимер, состоящий из повторов одного и того же нуклеотида (например GGGGG), присутствует на матричной цепи (подлежащей секвенированию), присоединяются сразу несколько нуклеотидов и в одном цикле образуется больше ионов водорода. Это приводит к большему изменению рН и пропорционально более высокому электронному сигналу. Ограничение данной системы в том, что трудно посчитать длину повтора. Это ограничение характерно и для других методов, которые определяют вставки отдельных нуклеотидов, такие как пиросеквенирования. Сигналы, генерируемые длинным повтором трудно отличить от сходного другой длины, например, гомоповтор длиной 7 нуклеотидов трудно отличить от гомоповтора длиной 8 нуклеотидов.
Также отмечалось значительное наличие ошибок секвенирования в виде однонуклеотидных инсерций и делеций, как правило в гетерозиготном состоянии. Для решения этой проблемы Life Technologies выпустила обновление программного продукта Ion Reporter.
Другим недостатком этой системы является короткая длина читаемого фрагмента по сравнению с другими методами секвенирования, такие как секвенирование по Сэнгеру или пиросеквенирование. Большие длины читаемых фрагментов полезны для сборки генома de novo. На текущий момент длина чтения, достигнутая Ion Torrent Systems, Inc составляет 600 пар оснований за один проход. В настоящее время пропускная способность ниже, чем у других высокопроизводительных технологий секвенирования, хотя разработчики надеются изменить это путём увеличения плотности микролунок на чипе. В 2018 году выпущена новая линейка секвенаторов Ion GeneStudio S5, которая сравнима по производительности с другими технологиями полногеномного секвенирования, при этом, превосходя их по скорости.

## Применение
Ion semiconductor sequencing позиционируется на рынке как быстрый, компактный и экономичный секвенатор, который может быть использован в большом количестве лабораторий как машина верхней ценовой планки. В компании надеются, что их система будет использоваться не только в специализированных центрах, но и в больницах, и небольших университетских и промышленных лабораториях. В статье в Нью-Йорк Таймс за январь 2011 года «Taking DNA Sequencing to the Masses», подчеркиваются эти амбиции.
Так как альтернативные методы секвенирования способны достигать большей длины чтения (и, следовательно, быть более подходящими для полногеномного анализа) эта технология может оказаться наиболее подходящей для приложений небольшого масштаба, таких как секвенирование микробных геномов, секвенирование микробного транскриптома, целевое секвенирование, секвенирования amplicon или для проверки качества секвенирования библиотек.